# Zgorzelec (stacja kolejowa)
Zgorzelec (Zgorzelec Ujazd) – stacja kolejowa w Zgorzelcu, w województwie dolnośląskim, w Polsce. Według klasyfikacji PKP ma kategorię dworca lokalnego. Stacja graniczna prowadząca dalej przez Nysę Łużycką do Görlitz.

## Ruch pasażerski
| Rok  | Wymiana pasażerska na dobę |
| ---- | -------------------------- |
| 2017 | 1 400                      |
| 2022 | 1 900                      |

## Modernizacja i elektryfikacja
W roku 2009 w ramach modernizacji linii E 30 na stacji przebudowano perony, postawiono przeszklone wiaty oraz wymieniono torowisko. Inwestycja kosztowała ok. 60 mln zł.
W listopadzie 2017 roku PKP PLK podpisało umowę na elektryfikację linii kolejowej nr 278 oraz fragmentu linii kolejowej nr 274 ze stacji do granicy państwowej, a w lutym 2018 roku podpisano z przedsiębiorstwem Berger Bau Polska umowę na modernizację dworca. We wrześniu rozpoczęto prace nad elektryfikacją linii do Węglińca, która ostatecznie ukończono 15 grudnia 2019 roku wraz z wejściem nowego rozkładu jazdy.
29 marca 2021 roku ogłoszono przetarg na elektryfikację torów nr 6 i 8 w obrębie linii kolejowej nr 274 na stacji nad którymi prace rozpoczęto wiosną następnego roku.

## Połączenia
Stacja Zgorzelec, która do 1945 r. była zelektryfikowana napięciem 15 kV o częstotliwości 16⅔ Hz, obsługiwała połączenia pociągami pospiesznymi do Katowic, Krakowa, Rzeszowa, Kolonii, Frankfurtu, Paryża, Moskwy, Madrytu (bezpośrednie wagony), Warszawy, Monachium i wielu innych miast. Według stanu na marzec 2015 linia E30 straciła przede wszystkim na znaczeniu w międzynarodowych przewozach pasażerskich i przez to, rola tej stacji ogranicza się wyłącznie do obsługi krajowego ruchu lokalnego (kilka par SZT na dobę) do pobliskiego Węglińca i Jeleniej Góry.

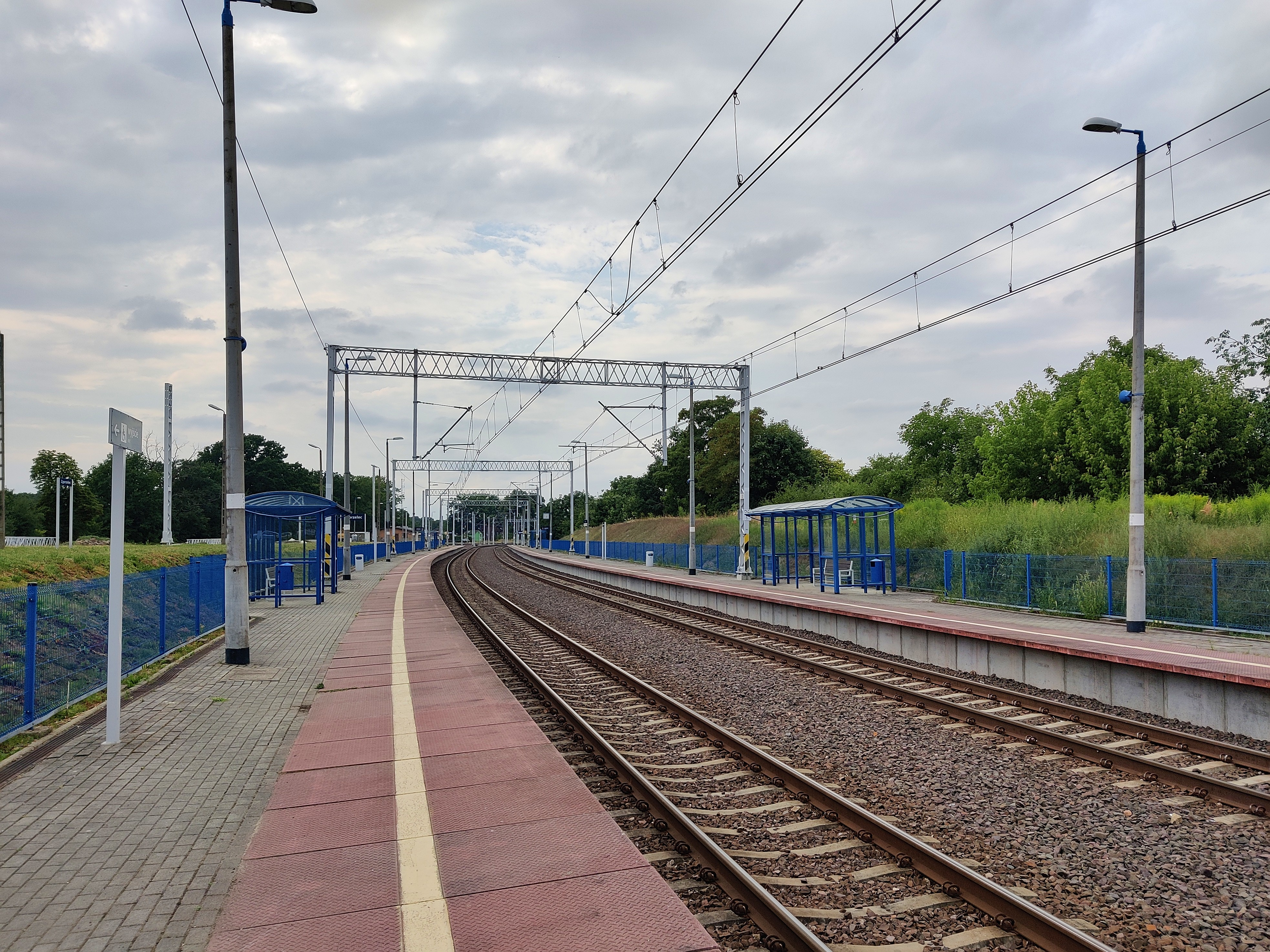
Północna część stacji (lipiec 2022)

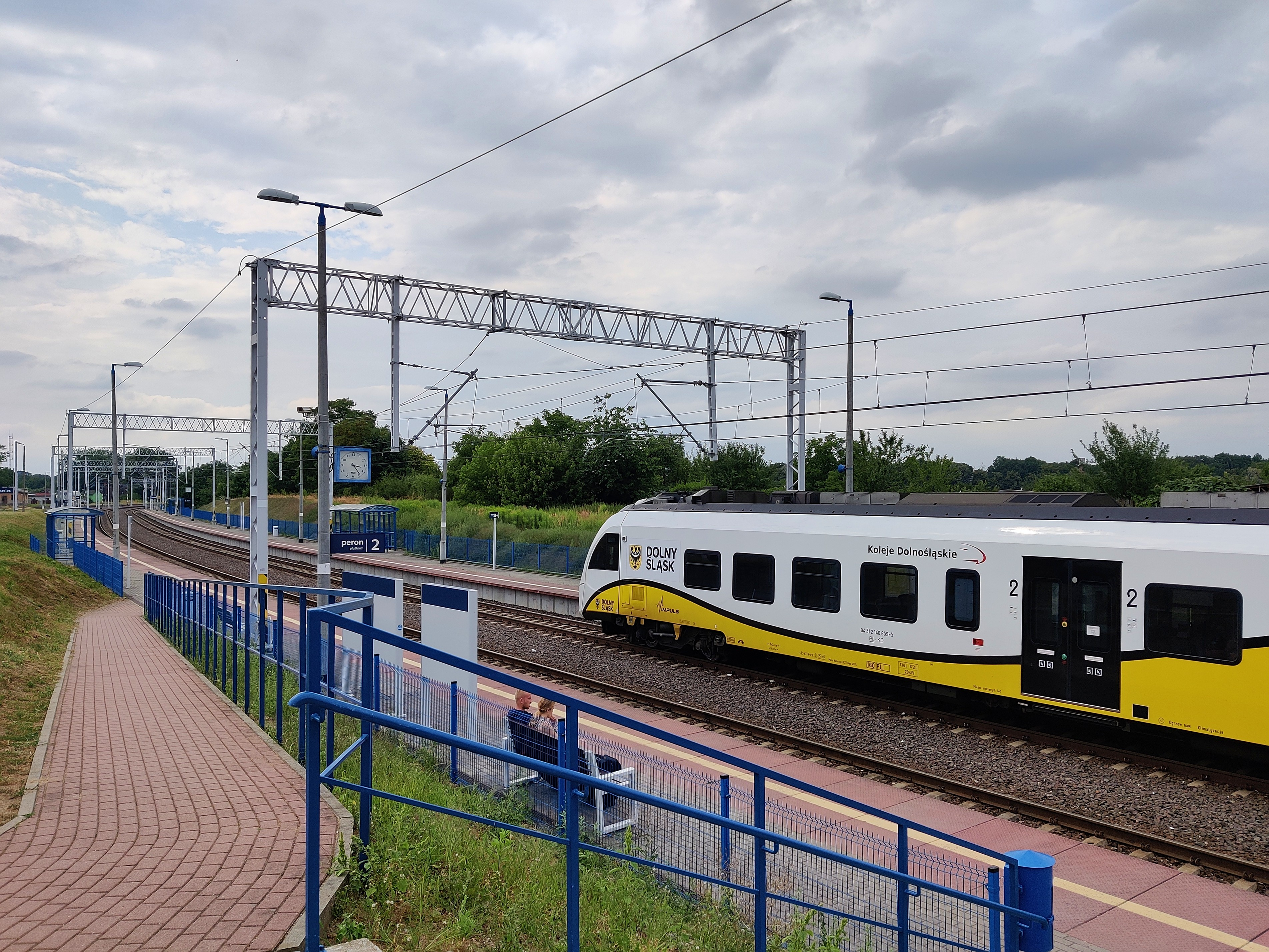
Impuls na północnej części stacji
(lipiec 2022)

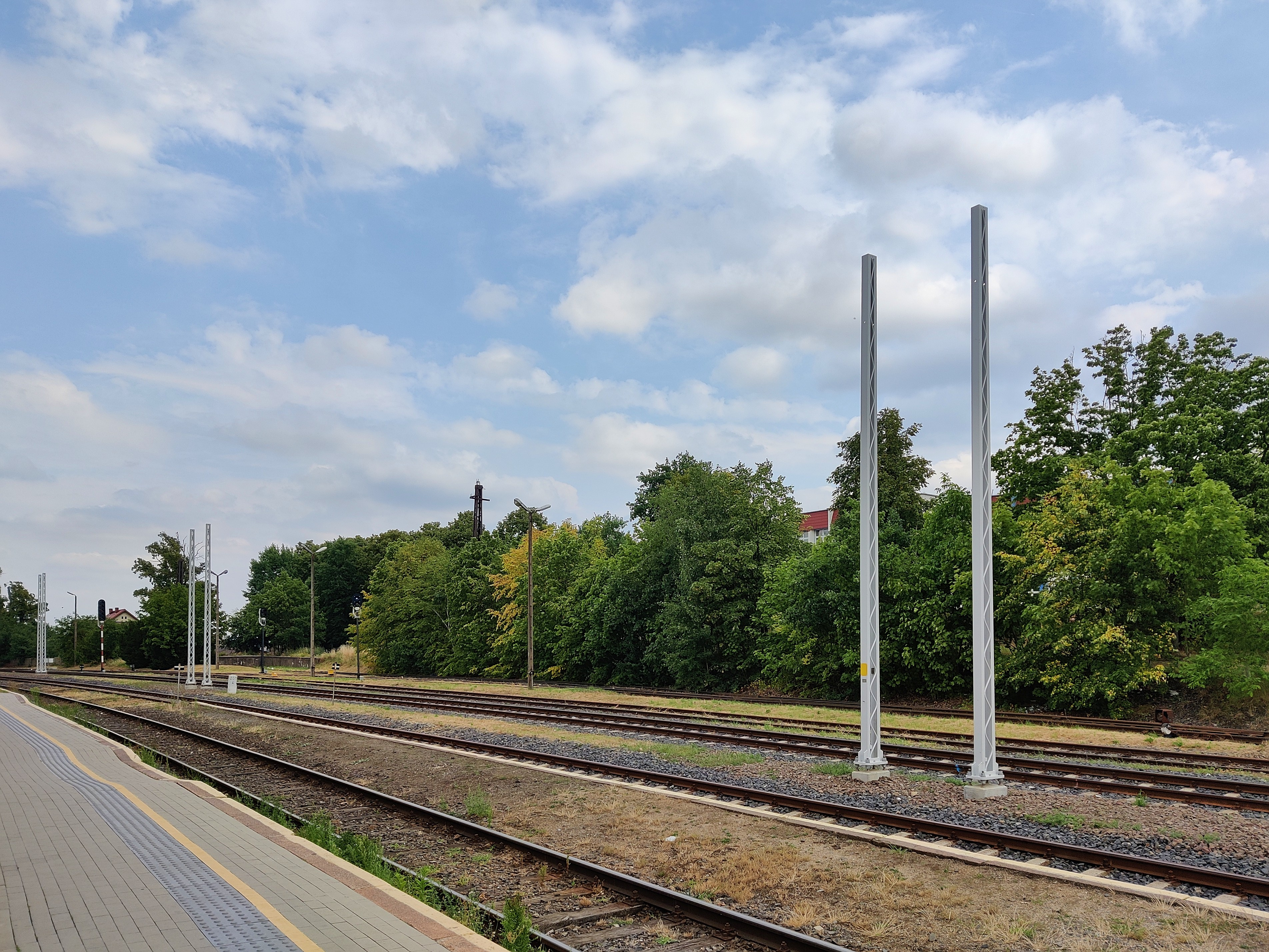
Tory linii kolejowej nr 274 podczas elektryfikacji południowej części stacji (lipiec 2022)

Połączenia pasażerskie w latach 1950–2000
| Okres     | Stacja docelowa | Liczba połączeń  | Źródło                      |
| --------- | --- | ---------------- | --------------------------- |
| 1950/51   | Węgliniec Lubań Śląski Jelenia Góra Zachodnia Legnica Wrocław Główny Katowice | 6 5 4 1          | [ 11 ] [ 12 ]               |
| 1956/57   | Węgliniec Lubań Śląski Jelenia Góra | 7 6 3            | [ 13 ] [ 14 ]               |
| 1966/67   | Węgliniec Lubań Śląski Jelenia Góra Legnica Wrocław Drezno Berlin Warszawa Kraków Paryż Frankfurt nad Menem Erfurt                                                                                    | 9 5 4 3 2 1      | [ 15 ] [ 16 ] [ 17 ]        |
| 1975/76   | Węgliniec Lubań Śląski Jelenia Góra Drezno Legnica Wrocław Główny Katowice Lipsk Warszawa Kraków Berlin Zwickau Kolonia Monachium Frankfurt nad Menem Przemyśl Berlin Kłodzko Karpacz Plauen Eisenach | 10 7 5 3 2 1     | [ 18 ] [ 19 ] [ 20 ] [ 21 ] |
| 1980/81   | Węgliniec Lubań Śląski Jelenia Góra Wrocław Lipsk Legnica Kraków Warszawa Katowice Aachen Karpacz Rzeszów Drezno Frankfurt nad Menem Paryż                                                            | 10 8 6 4 3 2 1   | [ 22 ] [ 23 ] [ 24 ] [ 25 ] |
| 1985/86   | Węgliniec Lubań Śląski Jelenia Góra Legnica Wrocław Główny Drezno Lipsk Katowice Warszawa Kraków Zwickau Kolonia Monachium Frankfurt nad Menem Rzeszów Berlin                                         | 11 7 5 4 3 2 1   | [ 26 ] [ 27 ] [ 28 ] [ 29 ] |
| 1990/91   | Węgliniec Lubań Śląski Legnica Wrocław Główny Warszawa Drezno Lipsk Katowice Kraków Jelenia Góra Karl Marx Stadt Kolonia Monachium Frankfurt nad Menem Lublin Rzeszów                                 | 13 7 6 5 4 3 2 1 | [ 30 ] [ 31 ] [ 32 ]        |
| 1992/93   | Węgliniec Legnica Wrocław Główny Drezno Kraków Warszawa Lubań Śląski Lipsk Monachium Frankfurt nad Menem Berno Genewa Madryt Moskwa                                                                   | 12 10 9 4 3 2 1  | [ 33 ] [ 34 ] [ 35 ]        |
| 1996/97   | Węgliniec Legnica Wrocław Drezno Lubań Śląski Warszawa Kraków Moskwa Frankfurt nad Menem | 8 3 2 1          | [ 36 ] [ 37 ] [ 38 ]        |
| 1999/2000 | Węgliniec Legnica Wrocław Drezno Lubań Śląski Warszawa Kraków Frankfurt nad Menem | 8 3 2 1          | [ 39 ] [ 40 ] [ 41 ]        |

W rozkładzie jazdy od 13 marca 2016 roku ze stacji Zgorzelec odjeżdżają pociągi do stacji Węgliniec, Lubań Śląski, Jelenia Góra, Görlitz oraz do Drezna. Większość pociągów ze Zgorzelca do Węglińca jest skomunikowana z pociągami linii Węgliniec – Wrocław Główny. Połączenia z i do stacji Zgorzelec obsługują Koleje Dolnośląskie i w niewielki stopniu również Polregio, połączenia z Niemcami obsługiwane są w kooperacji KD z niemiecką spółką Die Länderbahn.

## Infrastruktura

### Linie kolejowe
- linia kolejowa nr 274
- linia kolejowa nr 278

### Perony
| opis     | Peron 1 | Peron 2 | Peron 3 | Peron 4      |
| -------- | ------- | ------- | ------- | ------------ |
| kierunek | Görlitz | Legnica | Görlitz | Jelenia Góra |
| stan     | Używany | Używany | Używany | Awaryjny     |